# Lienzo de Tlaxcala
El Lienzo de Tlaxcala es un códice colonial tlaxcalteca, producido en la segunda mitad del siglo XVI, a petición del cabildo de la ciudad de Tlaxcala. De acuerdo con la información que se conoce acerca del documento, fueron producidas tres copias, una de las cuales sería enviada a España como presente para el rey Carlos I; la segunda copia habría sido llevada a la Ciudad de México para entregarla al virrey y la última sería resguardada por el arca del cabildo tlaxcalteca. Por desgracia, estas tres copias están perdidas y el Lienzo se conoce únicamente a través de una reproducción realizada en 1773 por Manuel de Ylláñez sobre el original que poseía todavía en el siglo XVIII el cabildo de Tlaxcala.
Este lienzo ha sido considerado desde siempre como una muestra muy primaria del que después sería considerado como Noveno Arte y con el que guarda similitudes expresivas y narrativas.